# Домброва-Бур
Домброва-Бур (пол. Dąbrowa-Bór) — село в Польщі, у гміні Красник Красницького повіту Люблінського воєводства.
Населення — 170 осіб (2011).
У 1975-1998 роках село належало до Люблінського воєводства.

## Демографія
Демографічна структура станом на 31 березня 2011 року:
|          | Загалом | Допрацездатний вік | Працездатний вік | Постпрацездатний вік |
| -------- | ------- | ------------------ | ---------------- | -------------------- |
| Чоловіки | 81      | 23                 | 51               | 7                    |
| Жінки    | 89      | 12                 | 52               | 25                   |
| Разом    | 170     | 35                 | 103              | 32                   |